# Asijští tygři

Asijští tygři: Hongkong, Jižní Korea, Singapur, Tchaj-wan

Pojem asijští tygři (ve smyslu asijští ekonomičtí tygři, také asijští draci) označuje čtyři nově industrializované asijské země s rychlým hospodářským růstem: Hongkong, Jižní Korea, Singapur, Tchaj-wan. Všechny země prošly rapidní industrializací od začátku 60. let 20. století. Hongkong a Singapur jsou jedny ze čtyř největších finančních center světa. Jižní Korea a Tchaj-wan jsou světovými vůdci ve výrobě elektroniky a technologických inovacích, sídlí zde největší technologické společnosti. Jižní Korea je také nejvíce automatizovanou ekonomikou na světě. Dnes MMF země pravidelně uvádí na seznamech nejvíce prosperujících a stabilních ekonomik. Ekonomický úspěch asijských tygrů inspiroval řadu dalších jihovýchodních asijských zemí, např.: Indonésie, Malajsie, Filipíny, Thajsko a Vietnam. Označení ekonomický tygr se v současnosti používá jako obecný termín pro státy s nadprůměrně rostoucí ekonomikou. Podobně označované skupiny nebo ekonomiky jsou například: Baltští tygři, Keltský tygr, Golfský tygr.
Pro tyto ekonomiky je jedinečný trvalý rychlý růst a vysoká úroveň rovného rozdělování příjmů. Zpráva Světové banky naznačuje, mimo jiné, dvě rozvojové politiky jako zdroje pro jejich úspěch: akumulace faktorů a makroekonomické řízení. Rovněž těží z výhod zahraničního obchodu, které je odlišují od ostatních zemí, nejvýznamnější je ekonomická podpora od Spojených států. Toto se částečně projevuje v preferování amerických elektronických výrobků v domácnostech.

## Ekonomický vývoj
Počátkem 60. let se globální ekonomika právě začala zotavovat po traumatech druhé světové války a korejské války v letech 1950–1953. Světový mír v kombinaci s velkým pokrokem v letecké dopravě a telekomunikacích znamenal, že se hranice po celém světě začaly otevírat obchodu. A "tygři" jsou skvěle umístěni, aby mohly z této nové éry těžit. Všechny čtyři země měly dlouho fungující přístavy, vzdělané obyvatelstvo a rozsáhlou infrastrukturu z dob kolonialismu.
I přes to, že před 60. léty šlo o poměrně chudé národy, vlády "tygrů" využily této příležitosti. Všechny čtyři země byly inspirovány zřejmým úspěchem Japonska a společně sledovaly stejný cíl investováním do stejných kategorií: infrastruktura a vzdělávání. Rozvinuly obchodní ekonomiku, intenzivně investovaly do industrializace, budovaly velká průmyslová sídla a nabízely daňové pobídky zahraničním investorům. Zatímco vysoké investice byly zásadní pro jejich hospodářský růst, role lidského kapitálu byla také důležitá. Vzdělání je uvedeno jako hlavní aspekt asijského ekonomickém zázraku. Úroveň vzdělání ve čtyřech Asijských tygrech byla vyšší, než se předpokládalo vzhledem k výši jejich průměrného příjmu. V roce 1965 všechny čtyři národy dosáhly všeobecného základního vzdělání. Celkově tyto pokroky ve vzdělávání umožnily vysokou úroveň gramotnosti a kognitivních dovedností. Začali se zaměřovat na levnou, ale efektivní pracovní sílu a exportní ekonomiku, která byla hlavním důvodem k jejich růstu. Rozšířili sociální rovnost díky pozemkovým reformám, podpoře vlastnických práv a zlepšení životních podmínek zemědělců. Došlo také k výraznému snížení rozdílu mezi příjmy mužů a žen.
Brzy byly výrobky a služby z těchto zemí velmi žádané, vyvážely vše od textilu a hraček až po plasty a elektroniku. Koncem 60. let úrovně fyzického a lidského kapitálu ve čtyřech ekonomikách daleko překročily jiné země na podobné úrovni rozvoje. To následně vedlo k rychlému růstu příjmů na hlavu.
Vytvoření stabilního makroekonomického prostředí bylo základem, na kterém byl postaven asijský zázrak. Každému ze čtyř států Asijských tygrů se podařilo, s různými stupni úspěchu, snížit: rozpočtové deficity, vnější zadlužení a stabilizovat směnné kurzy. Rozpočtové schodky každého státu byly udržovány v mezích jejich finančních limitů, aby nedošlo k destabilizaci makroekonomiky. Směnné kurzy byly změněny z režimů s pevnou úrokovou sazbou na fixní, nastavitelné režimy sazeb s příležitostnou prudkou devalvací a s pohyblivou sazbou. Tento aktivní směnový kurz umožnil ekonomikám čtyř "tygrů" vyhnout se zhodnocování měnového kurzu a udržovat stabilní reálný kurz.
Někteří ekonomové vyzdvihují v úspěchu "tygrů" důležitost státních zásahů do ekonomiky. Slovy Dani Rodrika "je nemožné pochopit zázrak východoasijského růstu bez ocenění důležité role, kterou vládní politika hrála ve stimulaci soukromých investic"

### Asijská finanční krize 1997
Ekonomiky "tygrů" zaznamenaly komplikace během Asijské finanční krize. Počátkem roku 1997 zaznamenaly akciové trhy v Hongkongu, Singapuru a Jižní Koreji ztráty nejméně 60% v dolarovém vyjádření. Čtyři Asijští tygři se z krize zotavily rychleji než jiné země kvůli různým ekonomickým výhodám, včetně vysoké míry úspor (s výjimkou Jižní Koreje) a otevřenosti obchodu.

### Finanční krize 2008
Ekonomiky Asijských tygrů orientované na vývoz, které měly prospěch z americké spotřeby, byly těžce postiženy finanční krizí v letech 2007–2008. Ve čtvrtém čtvrtletí roku 2008 HDP všech čtyř zemí kleslo o průměrnou analyzovanou míru kolem 15%. Vývoz klesl na polovinu. Slabá domácí poptávka také dále zhoršila obnovu prosperity těchto ekonomik. Fiskální balíčky představovaly v roce 2009 více než 4% HDP každé země.

## Hongkong
Ekonomika Hongkongu začala industrializovat a extrémně růst již v 50. letech 20. století, tím se z něj stal první z tzv. Asijských tygrů. Po válce jeho obyvatelstvo rychle vyskočilo, protože kvalifikovaní čínští migranti prchali z Číny kvůli občanské válce a ještě více uprchlíků přišlo, když komunistická strana v roce 1949 převzala kontrolu nad pevninskou Čínou. S rychle rostoucí populací zahájila Britská koloniální vláda reformy zaměřené na zlepšení infrastruktury a veřejných služeb. Kvalifikovaná a levná pracovní síla spojená moderními britskými obchodními metodami a technologií zajistila maximalizaci příležitostí pro zahraniční obchod, investice a nábor zaměstnanců. Během 60. let se ekonomika přeměnila na exportní a výroba se rozšířila a diverzifikovala tak, aby zahrnovala oděvy, elektroniku a plasty.
Příznivé daňové pobídky přitahovaly do města mnoho středních a velkých korporací a v 70. a 80. letech se objevilo období výstavby mrakodrapů, veřejného bydlení a železnice, které byly financovány nově nalezeným bohatstvím země. To vedlo k tomu, že HDP mezi lety 1961 a 1997 vzrostlo 180krát, čímž se země stala jednou z nejbohatších na světě. Protože konkurenceschopnost v průmyslu postupně klesala kvůli rostoucím nákladům na práci, trh se přeměnil na ekonomiku založenou na službách. Hongkong již měl prosperující burzu cenných papírů (založenou v roce 1891), takže dávalo smysl, když se jeho trh diverzifikoval od exportního do finančních služeb. Počátkem 90. let se Hongkong stal globálním finančním a dopravním centrem.
Země se setkala s nejistou budoucností, když Spojené království podstoupilo kolonii Číně roku 1997. Ihned po převodu byl Hongkong vážně postižen několika krizemi. Převod vyvolal vlnu masové emigrace, protože obyvatelé se obávali narušení občanských práv, právního státu a kvality života. Více než půl milionu lidí opustilo území a emigrovalo. Kvůli Asijské finanční krizi Hongkong zažil intenzivní úpadek svého akciového trhu a měny. To vyžadovaly zásadní tržní intervence ze strany Státního měnového úřadu Hongkongu, který byl nucen k tomu aby udržoval rozsáhlé devizové rezervy. Následovala epidemie SARS v roce 2003, kdy došlo k nejzávažnějšímu hospodářskému poklesu tohoto území.
Hongkong má dnes jednu z nejliberálnějších ekonomik světa. Je to jedno z nejdůležitějších světových středisek bankovnictví, sídlí zde například HSBC, a jeho přístav patřím k největším a nejvytíženějším. Žádný veřejný dluh, přísné předpisy a jedno z nejatraktivnějších podnikatelských prostředí ve východní Asii ukazují, že země je dobře připravená na trvalý růst, a to i navzdory tomu, že je růst méně působivý v porovnání například s růstem Singapurem.

## Jižní Korea
Po Korejské válce v 50. letech se Jižní Korea nacházela na chvostu světových ekonomik. Země byla zdevastována proběhlou válkou a v roce 1960 činilo HDP na hlavu pouhých 158 amerických dolarů, méně než některé země Subsaharské Afriky. Poté, co se vojenským převratem v roce 1961 chopil moci generál Pak Čong-hui, se Jižní Korea velmi rychle ekonomicky vzchopila a během několika dekád se z ní stala jedna z největších ekonomických velmocí. Ekonomického úspěchu bylo dosaženo především silnou státní kontrolou. Nejednalo se ovšem o typ plánovaného hospodářství, který je typický pro komunistické státy. Stát sice zestátnil bankovní systém, ale ponechal volnou ruku soukromému sektoru. Podporoval investice a orientoval zemi silně na export. Štědrými investicemi z Japonska se podařilo vybudovat moderní infrastrukturu. Přímým důsledkem státní politiky byl růst vlivu tzv. čebolů. Jedná se o konglomeráty, které byly budovány původně malými rodinnými podniky, které byly loajální vůči režimu. Měli k dispozici velmi výhodné státní půjčky, což jim umožnilo rychlý hospodářský růst. Vznik čebolů měl ovšem za důsledek vytvoření oligopolu, kdy se pět největších korejských firem podílí na padesáti procentech HDP a udržují si v zemi velký ekonomický a politický vliv. Toto prostředí dnes zásadně ztěžuje podnikání malých firem.
V 70. letech, když byla země již ekonomicky stabilní a zabezpečená, se stát rozhodl vsadit na investice do informačních technologií, které byly v té době velmi mladým odvětvím. Za tímto účelem byl založen ETRI (Electronics and Telecommunications Research Institute), který měl za úkol zkoumat a vyvíjet nové technologie a efektivní marketingové modely. I přes počáteční risk se toto rozhodnutí velmi vyplatilo, jelikož se později ukázalo, že informační technologie se stanou v budoucnu jedním z nejrychleji rostoucích odvětví. V tomto období se také na domácím trhu čím dál více začaly sílit dnes již ikonické korejské firmy jako Samsung, Hyundai, LG, Kia nebo Daewoo.
Po 18 letech vlády generála Paka měla Jižní Korea sedmnáct krát vyšší příjem na hlavu než její komunistický soused, Severní Korea, a byla na cestě ke stabilnímu ekonomickému vývoji. HDP země vzrostlo během 18 let téměř 4krát. V 80. a 90. letech postupně docházelo k liberalizaci ekonomiky a demokratizaci společnosti. Roku 1997 zasáhla Jižní Koreu Asijská finanční krize. Jižní Korea byla nejvíce zasažená ekonomika z "tygrů" kvůli jejímu rozsáhlému zahraničnímu zadlužení, což vedlo k poklesu její měny o 35-50%. Krize měla za následek státní bankrot a země si musela půjčit velký objem peněz od MMF. Obětí krize byla automobilka Daewoo, která byla odkoupena americkou GM a indickou Tatou. Za vlády prezidenta Kima Te-džunga byla ekonomika zmodernizována a byl ještě více kladen důraz na informační technologie, zejména spotřební elektroniku. Toto rozhodnutí má nemalý podíl na tom, že se dnes z Koreji stal největší výrobce paměťových čipů a displejů pro mobily, počítače i televize. Primárně je výroba stále zaměřena na informační technologie, především na chytré telefony a drobnou spotřební elektroniku. Hospodářství se stále orientuje primárně na export. Jižní Korea je dnes šestým největším vývozním státem. Hospodářský růst se v letech 2000–2010 pohyboval okolo 4–%  s výjimkou v roce 2008, kdy byla země zasažena světovou ekonomickou krizí. Od roku 2011 se růst HDP pohybuje okolo 2–4 % ročně. Inflace se v posledních letech drží pod dvě procenta.
Jižní Korea je ze všech Asijských tygrů ekonomicky nejsilnější stát. Dnes zaujímá 4 místo mezi asijskými ekonomikami a 11 mezi světovými. Pochází odsud největší elektronická firma světa Samsung nebo třeba automobilka Hyundai. Je členem OECD a G20.

## Singapur
Když se Britové vrátili v roce 1945 do Malajska (kterého byl Singapur stále součástí), byl to válkou vyčerpaný kraj. Se záměrem obnovit vliv v nejisté Asii, se Britové rozhodli stavět na předválečném úspěšném ekonomickém vývoji Singapuru. Singapur, původně ceněn za strategicky umístěný přístav na hlubokých vodách s ideální obchodní pozicí spojující trasy z Evropy do Asie, byl snadno schopen využít jeho reputace jako obchodního uzlu. A díky britským investicím se postupně stal regionálním centrem letectví, telekomunikací a pošty, a získal zpět svou známost jako klíčový přístav mezi Evropou a Asií.
Zatímco Singapur zaznamenal značný pokrok v první dekádě po druhé světové válce, nový politický vývoj ohrožoval jeho vzestup. Když Malajsie získala nezávislost v roce 1959 a Singapur se od ní v roce 1965 osamostatnil, zahraniční investoři uprchli z ostrova nejistí, zda nově zvolená Strana lidové akce - PAP (vedená Li Kuang-jaoem) mohla udržet stejnou stabilitu jako britská vláda. Obyvatelstvo čelilo vysoké míře nezaměstnanosti a chudoby. HDP na obyvatele činilo 516 USD a polovina populace byla negramotná.
Byla zde ale viditelná snaha PAP obnovit stabilitu, která umožňovala prosperitu pod britskou vládou. Vzhledem k tomu, že si Singapur pod britským imperialismem nikdy nevyvinul kulturu politických práv, se nově zvolená PAP nesnažila legitimizovat svou vládu ochranou práv (jak tomu bývá u západních států), ale dohledem nad silným ekonomickým růstem. PAP koordinoval s Týmem technické asistence OSN, aby přijal agresivní strategii rozvoje párující snižování regulací s lákáním zahraničních korporací. Vláda zřídila radu pro hospodářský rozvoj, která vypracovala a implementovala národní ekonomickou strategii na podporu výrobního odvětví země. Spíše než se vyhýbat zahraničnímu kapitálu, Singapur ji uvítal s daňovými úlevy a dočasnými dovozními tarify. Plán byl jednoduchý, zahraniční firmy přinesou kapitál, technologie a dovednosti a Singapur se bude učit. Nakonec budou schopni replikovat obchodní praktiky přinesené do Singapuru zahraničními společnostmi. Jak píše ekonomický historik Huff "Singapurský model nese poučení, že rozsáhlá role vlády může být spojena s volným obchodem."
Asijská finanční krize zanechala Singapur relativně nepoškozený. Během Finanční krize v roce 2008 se maloobchodní tržby snížily o 6 %.
Dnes má Singapur nejvyšší HDP na hlavu ze všech čtyř Asijských tygrů a má druhý největší přístav na světě. Je jedním z předních světových středisek pro výměnu měn a pyšní se rozmanitou společností expatů, která se vyznačuje vysokými objemy zámořských investic získaných v průběhu let. Ekonomický růst Singapuru je zakořeněný ve světě podnikání. Největšími odvětví průmyslu jsou farmacie, lékařství a rafinerie.

## Tchaj-wan
Tchaj-wan se po konci okupace Japonskem v roce 1945 a rozštěpení Číny 1. října 1949 nacházel v hluboké krizi a na chvostu světových ekonomik. Zemi zužovala hyperinflace, chudoba, chybějící infrastruktura a nefunkční školství.[zdroj?] Po porážce Čínské národní strany komunisty se stahuje Čankajškova armáda na ostrov Tchaj-wan
Nová stabilní měna společně s programem stabilizace cen zastavila hyperinflaci. Ruku v ruce s finanční podporou ze strany USA, má Tchaj-wan k dispozici dostatek prostředků ke stabilizaci ekonomické situace. Ke snížení cen a zpomalení hyperinflace napomohly také značné miliony taelů zlata a devízové rezervy, které na ostrov přinesla při útěku Čankajškova armáda. Společně se zlatem se na ostrov stáhl značný počet obchodních a intelektuálních elit. Díky programu ekonomické pomoci pro rozvoj venkova ze strany spojených států a vydáním pozemkových reforem se vytvořily pozitivní podmínky pro růst zemědělství. Produkce v zemědělství mezi lety 1952 až 1959 měla průměrný roční nárůst kolem 4 %. Zatímco populační růst se pohyboval průměrně na 3,5 %. Ještě v roce 1957 činilo HDP na obyvatele 170$, což ho stavělo na chvost vedle zemí jako Kongo. Postupně si podporou malého a středního podnikání utvořil nesmírně silnou exportní ekonomiku, která přispěla k rychlému růstu, kterému se přezdívá tchajwanský zázrak. V roce 1959 vydáním hospodářské a finanční reformy, která liberalizovala trh a otevřela ho světu. Cílem bylo posílit přísun zahraničních společností a investic. Mnoho společností převážně z Japonska, díky levné a dobře vzdělané pracovní síle, přesunulo svou výrobu právě na Tchaj-wan. Přesto vše si Tchaj-wan skrze podporu malých a středních podniků a skrze dotace s výhodnými půjčkami zachoval jádro svého průmyslu.
Od roku 1980 se stává Tchaj-wan hospodářskou silou s významnou přítomností na mezinárodních trzích. Mnoho tchajwanských společností začalo ve velkém investovat do Asie, převážně tedy Číny. Skrze vyšší platy, etablování odborů a snížení vývozních kvót se výroba začíná přesouvat do Číny a jihovýchodní Asie. Při těchto společenských změnách padá režim Čínské národní strany a hledá se cesta demokratické legitimity. Koncem 90. let se ekonomický růst značně zpomalil, což zapříčinil vzestup Číny, která se nacházela ve stejné pozici, jako dříve Tchaj-wan (levná pracovní síla, absence odborů a stabilní prostředí). Právě růst Číny vede v mnohých sférách průmyslu Tchaj-wan k opouštění svých pozic.
Nyní je Tchaj-wan špičkou v inovacích v technologickém průmyslu. Má 28. největší index lidského rozvoje. Může se pochlubit vysokou životní úrovní, rozvinutou infrastrukturou, kvalitním vzdělávacím systémem a každoročně vysokým počtem startup společností zaměřených na technologie a IT průmysl.

## Hrubý domácí produkt (HDP)

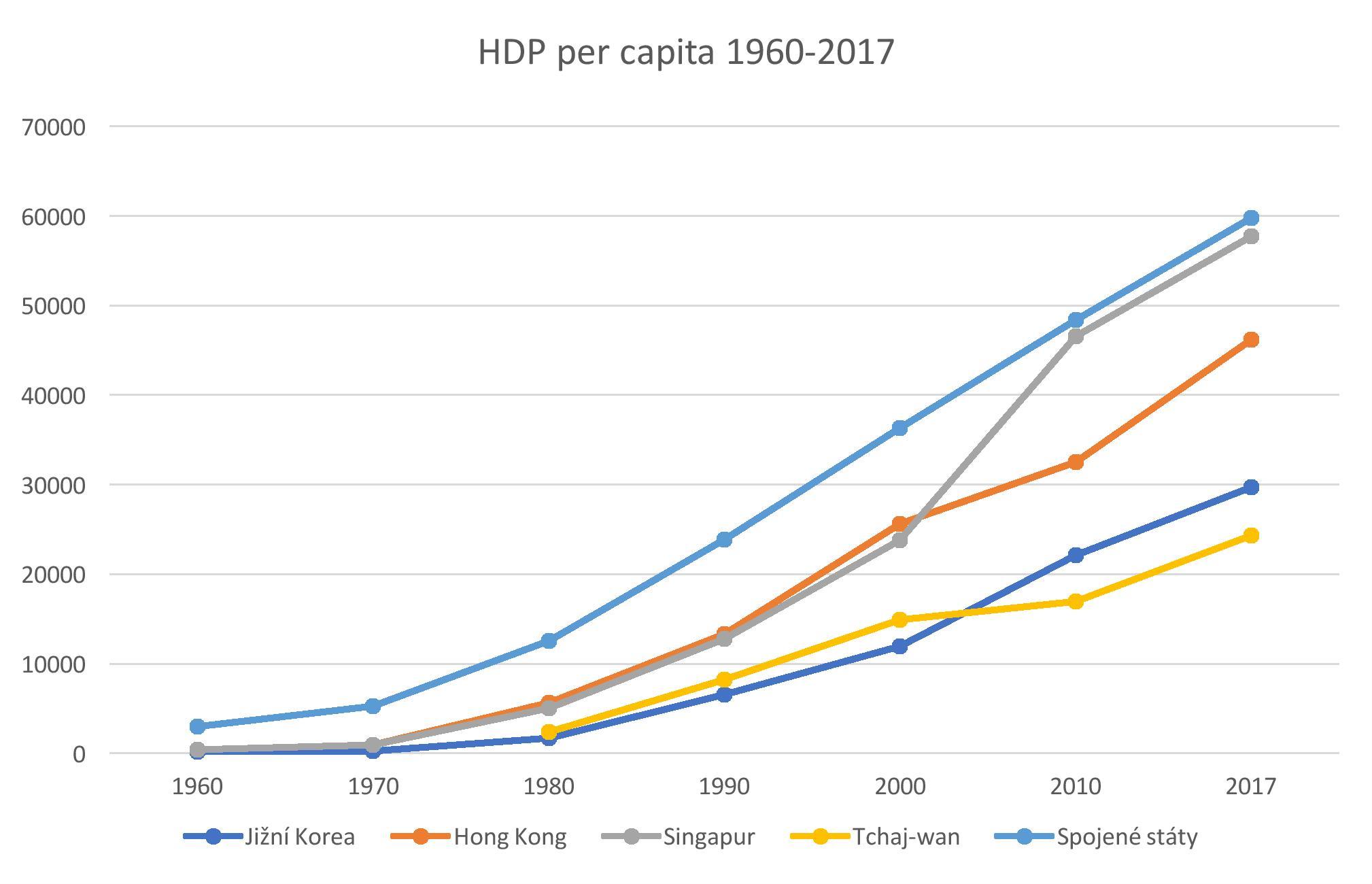
HDP per capita v USD v porovnání se Spojenými státy

V roce 2017 činil součet nominálního HDP Asijských tygrů 2 782 893 milionů USD a dohromady tak činí 3,5% světové ekonomiky.

### Nominální hodnota HDP v milionech USD[39][40]
| Země nebo teritorium | 1960  | 1980   | 1996    | 1998    | 2007      | 2009    | 2017      |
| -------------------- | ----- | ------ | ------- | ------- | --------- | ------- | --------- |
| Hongkong             | 1,321 | 28,862 | 159,717 | 168,866 | 211,597   | 214,046 | 341,659   |
| Jižní Korea          | 3,958 | 64,981 | 598,099 | 374,241 | 1,321,000 | 901,935 | 1,538,030 |
| Singapur             | 0,704 | 11,893 | 94,404  | 85,708  | 179,981   | 192,408 | 323,902   |
| Tchaj-wan            | -     | 42,300 | 292,690 | 280,410 | 408,220   | 392,110 | 579,302   |

### Nominální hodnota HDP per capita v USD[24][38]
| Země nebo teritorium | 1960    | 1980      | 1996       | 1998       | 2007       | 2009       | 2017       |
| -------------------- | ------- | --------- | ---------- | ---------- | ---------- | ---------- | ---------- |
| Hongkong             | 429,443 | 5,700,413 | 24,818,155 | 25,808,971 | 30,594,018 | 30,697,340 | 46,193,615 |
| Jižní Korea          | 158,237 | 1,704,470 | 13,136,908 | 8,085,324  | 23,060,708 | 18,291,920 | 29,742,839 |
| Singapur             | 427,88  | 4,926,958 | 26,263,016 | 21,824,036 | 39,223,582 | 38,577,558 | 57,714,297 |
| Tchaj-wan            | -       | 2,368,000 | 13,597,000 | 12,787,000 | 17,781,000 | 16,960,000 | 24,292,000 |

## Vzdělání a technologie
Jedním ze základních pilířů úspěchu asijských tygrů se ukázala být investice do industrializace, vzdělávání, vědy a inovací. Vedle levné pracovní síly právě vysoká vzdělanost byla předpokladem pro rychlý růst průmyslu. Investice do vzdělání a vědy se ukázala jako velmi prospěšná a ještě před koncem 20. století se ukázali asijští tygři jako technologické centrum s vysokým objemem inovací. V tomto prostředí vzniklo mnoho velikánů, jako kupříkladu jihokorejský Samsung, který je největší elektrotechnickou společností světa a je světovým lídrem v odvětví robotiky.
O úrovni školství svědčí úspěchy z mezinárodních olympiád, vysoká finanční gramotnost a výborná úroveň anglického jazyka. Středoškolští studenti hlavně z Tchaj-wanu získávají pravidelně zlaté medaile z oblastí fyziky, matematiky či chemie. Asijští tygři mají mnohé světově nejlépe hodnocené univerzity jako: Národní tchajwanská univerzita, Seoul National University, National University of Singapore, University of Hong Kong či Faculty of Dentistry, která je nejlépe hodnocenou stomatologickou školou na světě. Státy asijských tygrů jsou nyní centrem výpočetní techniky, robotiky, biotechnologií a informačních technologií. To vše díky počáteční velké investici do školství, výzkumu, industrializace a kulturnímu prostředí, které oceňuje stabilitu, pracovitost a loajalitu vůči autoritám.

## Teritoriální a regionální data

### Ratingy
| Země nebo teritorium | Fitch | Moody's | S&P |
| -------------------- | ----- | ------- | --- |
| Hongkong             | AA+   | Aa2     | AA+ |
| Jižní Korea          | AA-   | Aa2     | AA  |
| Singapur             | AAA   | Aaa     | AAA |
| Tchaj-wan            | A+    | Aa3     | AA- |

### Demografie
| Země nebo teritorium | Rozloha km² | Populace 2018 | Hustota obyvatelstva na km² | Střední délka života (2015) | Porodnost (2015) | Úmrtnost (2011) | Míra plodnosti (2018) | Čistá migrace (2017) | Přirozený přírůstek (2015) |
| -------------------- | ----------- | ------------- | --------------------------- | --------------------------- | ---------------- | --------------- | --------------------- | -------------------- | -------------------------- |
| Hongkong             | 1,104       | 7,448,900     | 6,747                       | 82.07                       | 8%               | 6%              | 1.1                   | 1.70                 | 0.83                       |
| Jižní Korea          | 100,210     | 51,635,256    | 515                         | 81.43                       | 8%               | 5.1%            | 1.1                   | 2.50                 | 0.52                       |
| Singapur             | 721.5       | 5,638,700     | 7,815                       | 82.66                       | 9%               | 4.5%            | 1.2                   | 13.10                | 1.74                       |
| Tchaj-wan            | 36,193      | 23,577,271    | 651                         | 79.26                       | 8%               | 6.6%            | 1.2                   | 0.90                 | 0.33                       |

### Ekonomika
| Země nebo teritorium | Nominální hodnota HDP miliony USD (2017) | HDP PPP miliony USD (2017) | Nominální hodnota HDP per capita USD (2017) | HDP PPP per capita USD (2017) | Obchod miliardy USD (2016) | Export miliony USD (2017) | Import miliony USD (2017) | Průmyslový růst (2017) |
| -------------------- | ---------------------------------------- | -------------------------- | ------------------------------------------- | ----------------------------- | -------------------------- | ------------------------- | ------------------------- | ---------------------- |
| Hongkong             | 341,659                                  | 454,912                    | 46,109                                      | 61,016                        | 1,236                      | 496,900                   | 558,600                   | 1.20                   |
| Jižní Korea          | 1,538,030                                | 2,029,032                  | 29,891                                      | 39,387                        | 1,103                      | 577,400                   | 457,500                   | -1.50                  |
| Singapur             | 323,902                                  | 527,021                    | 57,713                                      | 90,531                        | 917                        | 372,900                   | 327,400                   | -3.50                  |
| Tchaj-wan            | 579,302                                  | 1,185,480                  | 24,577                                      | 49,827                        | 604                        | 344,600                   | 272,600                   | 1.20                   |

### Kvalita života
| Země nebo teritorium | Index lidského rozvoje (2018) | Příjmová nerovnost v Giniho koeficientu | Průměřny příjem domácností (2013), USD PPP | Průměrný příjem na hlavu (2013), USD PPP | Index světového blahobytu (2010), % prosperující |
| -------------------- | ----------------------------- | --------------------------------------- | ------------------------------------------ | ---------------------------------------- | ------------------------------------------------ |
| Hongkong             | 0.933 (7.)                    | 53.7 (2011)                             | 35,443                                     | 9,705                                    | 19%                                              |
| Jižní Korea          | 0.903 (22.)                   | 30.2 (2013)                             | 40,861                                     | 11,350                                   | 28%                                              |
| Singapur             | 0.932 (9.)                    | 46.4 (2014)                             | 32,360                                     | 7,345                                    | 19%                                              |
| Tchaj-wan            | 0.885 (2015, 28.)             | 33.8 (2012)                             | 32,762                                     | 6,882                                    | 22%                                              |

### Technologie
| Země nebo teritorium | Průměrná rychlost připojení k internetu (2017/18) | Používání smartphonu (2016) | Využívání obnovitelných zdrojů energie |
| -------------------- | ------------------------------------------------- | --------------------------- | -------------------------------------- |
| Hongkong             | 26.45 Mbit/s                                      | 87%                         | 0.3%                                   |
| Jižní Korea          | 20.63 Mbit/s                                      | 89%                         | 2.1%                                   |
| Singapur             | 60.39 Mbit/s                                      | 100%                        | 3.3%                                   |
| Tchaj-wan            | 28.09 Mbit/s                                      | 78%                         | 4.4%                                   |

### Politika
| Země nebo teritorium | Index demokracie (2017) | Index svobody tisku (2018) | Index vnímání korupce (2016) | Globální report konkurenceschopnosti (2017-18) | Index snadnosti podnikání (2018) | Index vlastnických práv (2015) | Index plátců úplatků (2011) | Současný politický status                               |
| -------------------- | ----------------------- | -------------------------- | ---------------------------- | ---------------------------------------------- | -------------------------------- | ------------------------------ | --------------------------- | ------------------------------------------------------- |
| Hongkong             | 6.31                    | 29.04                      | 77                           | 5.53                                           | Velmi snadné (5.)                | 7.6                            | 7.6                         | Zvláštní administrativní oblast Čínské lidové republiky |
| Jižní Korea          | 8.00                    | 23.51                      | 53                           | 5.07                                           | Velmi snadné (4.)                | 5.9                            | 7.9                         | Prezidentská republika                                  |
| Singapur             | 6.32                    | 50.95                      | 84                           | 5.71                                           | Velmi snadné (2.)                | 8.1                            | 8.3                         | Parlamentní republika                                   |
| Tchaj-wan            | 7.73                    | 23.36                      | 61                           | 5.33                                           | Velmi snadné (15.)               | 6.9                            | 7.5                         | Poloprezidentská republika                              |

### Organizace a skupiny
| Země nebo teritorium | OSN | WTO | OECD | DAC | APEC | ADB | AIIB | SEACEN | G20 | EAS | ASEAN |
| -------------------- | --- | --- | ---- | --- | ---- | --- | ---- | ------ | --- | --- | ----- |
| Hongkong             | -   | ✔   | -    | -   | ✔    | ✔   | ✔    | ✔      | -   | -   | -     |
| Jižní Korea          | ✔   | ✔   | ✔    | ✔   | ✔    | ✔   | ✔    | ✔      | ✔   | ✔   | AFTA  |
| Singapur             | ✔   | ✔   | -    | -   | ✔    | ✔   | ✔    | ✔      | -   | ✔   | ✔     |
| Tchaj-wan            | -   | ✔   | -    | -   | ✔    | ✔   | ✔    | ✔      | -   | -   | -     |